# Xian de Yangshuo
Pour les articles homonymes, voir Yangshuo.
 (juin 2016).
Si vous disposez d'ouvrages ou d'articles de référence ou si vous connaissez des sites web de qualité traitant du thème abordé ici, merci de compléter l'article en donnant les références utiles à sa vérifiabilité et en les liant à la section « Notes et références ».
Le xian de Yangshuo (chinois simplifié : 阳朔县 ; chinois traditionnel : 陽朔縣 ; pinyin : yángshuò xiàn ; litt. « nouvelle lune du Yáng »; Zhuang : Yangzso Yen) est un district administratif (xian) de la région autonome Zhuang du Guangxi en Chine. Il est placé sous la juridiction de la ville-préfecture de Guilin. Son chef-lieu est la petite ville de Yangshuo.
Entourée d'imposantes formations karstiques montagneuses, sur l'une des rives de la rivière Li, ou Lijiang (漓江, líjiāng), Yangshuo est aisément accessible par bus ou bateau depuis la ville de Guilin, distante d'une centaine de kilomètres. « Découverte » il y a quelques années par les « routards » sillonnant la Chine, elle est désormais une ville massivement fréquentée par les touristes, tant chinois qu'étrangers. 

## Présentation

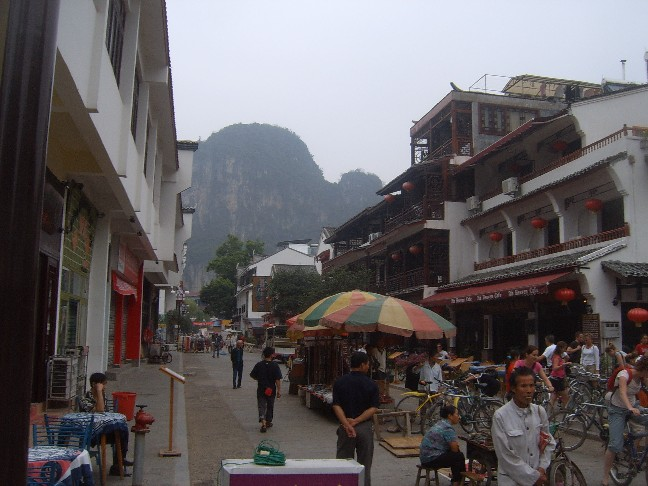
Rue Ouest

La ville est construite sur l'une des rives de la rivière Li, et est entourée de nombreux pics calcaires entre lesquels la ville s'est développée. Les deux principales rues de la ville partent perpendiculairement de la rivière : la Rue chinoise ou Chinese Street (Die Gui Lu), et la très touristique Rue Ouest (西街, xī jiē). Elles accueillent de très nombreux commerces à l'attention des touristes, chinois ou étrangers : hôtels, excursions d'escalade, restaurants, cafés, bars, spectacles divers, souvenirs. La Rue Xianqian (县前街, xiànqián jiē), qui relie les deux artères majeures, accueille le même type de commerce.

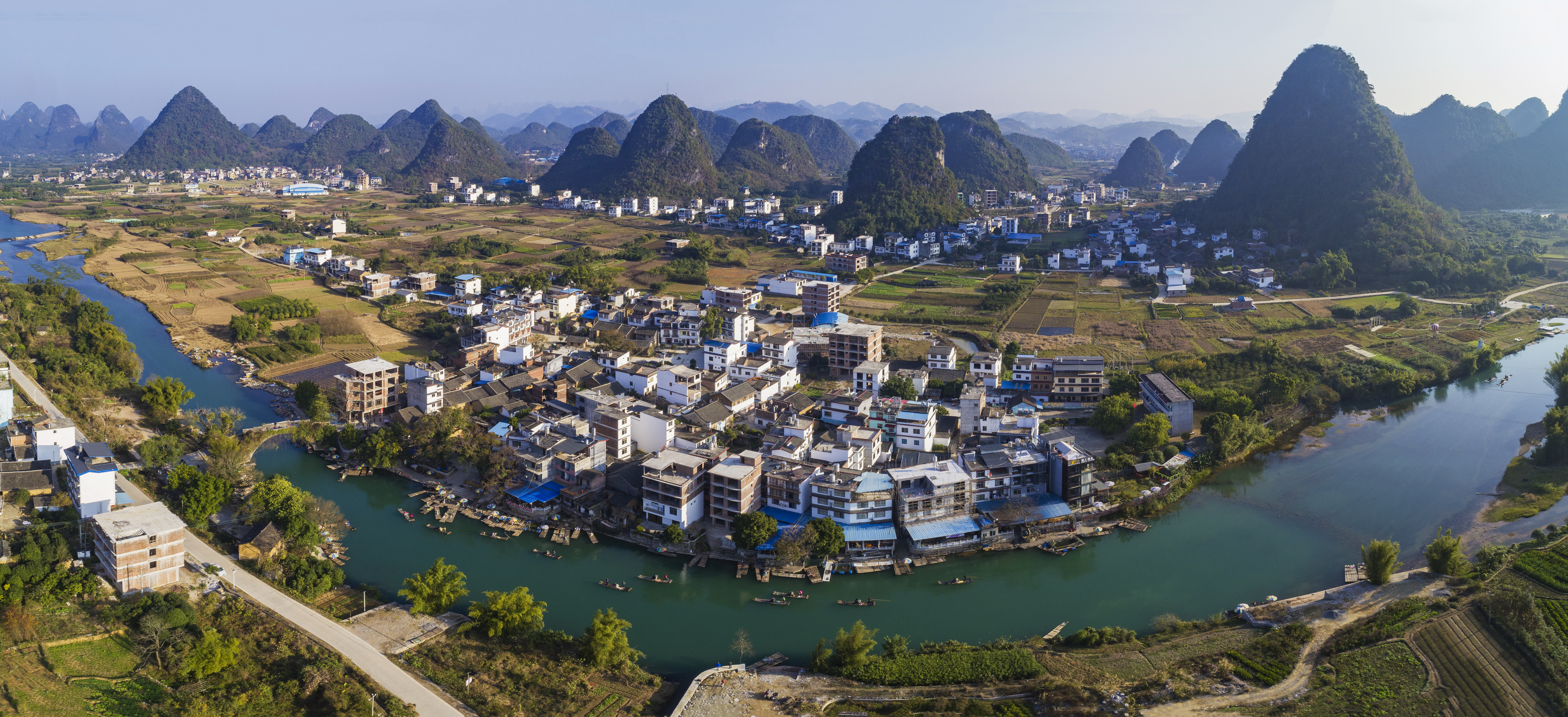
Vue panoramique d'un village du xian de Yangshuo, situé sur la rivière Yu Long près de la ville de Guilin (Chine). Des formations karstiques, classées au patrimoine mondial de l'UNESCO, sont visibles à l'arrière-plan.

## Activités

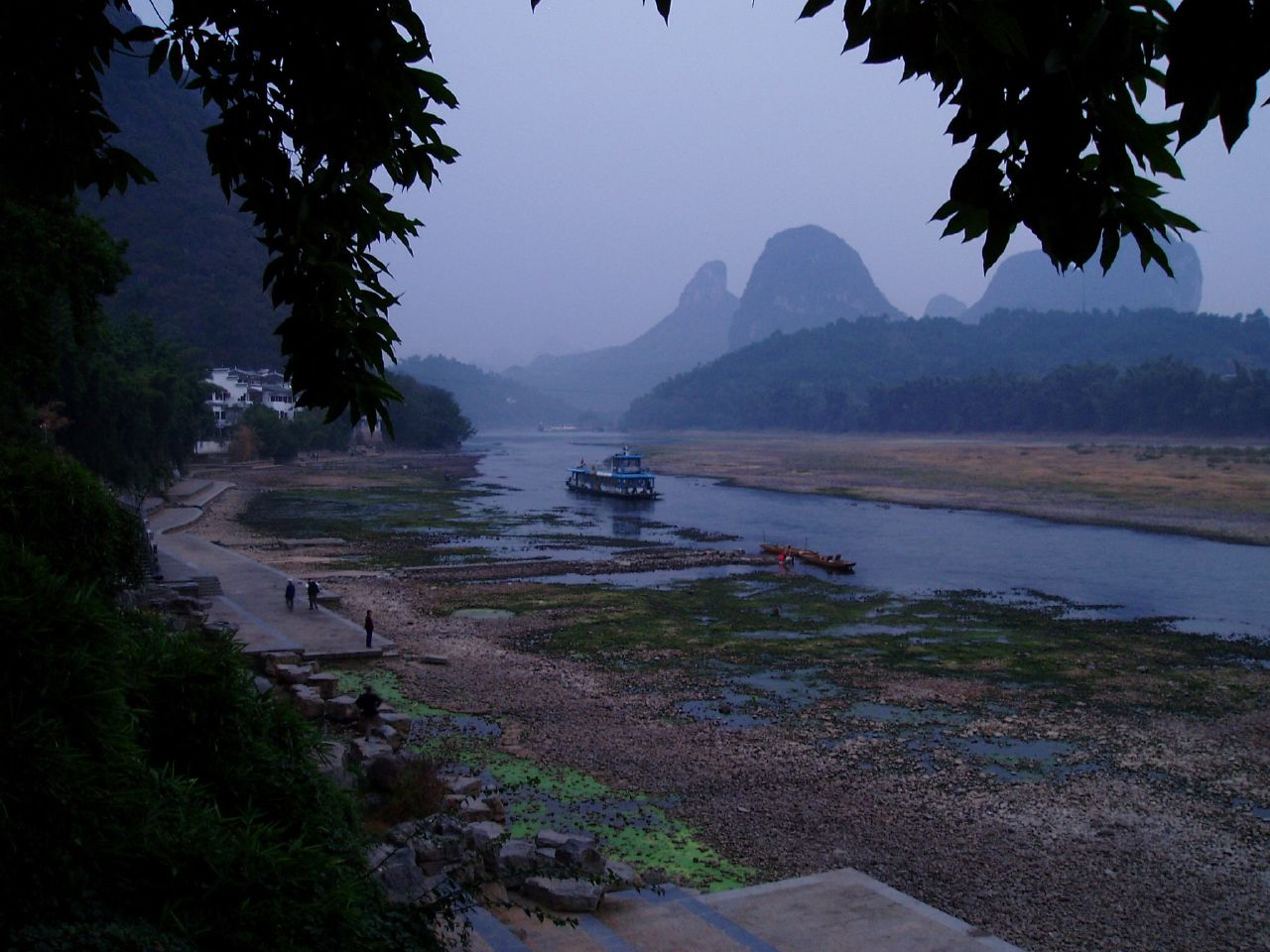
La rivière Li à Yangshuo

Les touristes de Yangshuo viennent souvent se baigner dans la rivière Li ou dans la plus propre Yu Long (遇龙河, yùlónghé, « rivière où l'on rencontre le Dragon »), escalader l'un de pics calcaires de la région, louer un vélo pour de longues promenades dans les plaines entre les pics calcaires, ou simplement passer du temps dans la ville elle-même, propice à la marche et accueillant de nombreux bars, restaurants et boîtes de nuit. La ville accueille également une « grotte aux papillons » à la source aux papillons (蝴蝶泉, húdié quán), et de nombreuses autres grottes qui se visitent. Au moins 200 escalades différentes sont possibles sur les pics de la région, éventuellement guidées. Le vélo tout terrain et le kayak se développent également. Yangshuo est devenue un des centres chinois recherchés pour les « sports d'aventure ».
L'essentiel de la structure originelle de la ville a été absorbée par l'activité touristique : on peut par exemple louer un pêcheur avec ses cormorans pour aller pêcher, ou louer des modèles en habits traditionnels pour des séances photographiques. (80 RMB en juin 2011).
Depuis 2003, en haute saison, deux fois par jour, sont données des représentations du spectacle musical, son et lumière, Impression, Liu Sanjie, avec 600 participants, chanteurs et danseurs, en plein air, sur une partie de la rivière, dans le décor naturel des collines karstiques. Le spectacle, mis en scène par Zhang Yimou, passage obligé pour tous les touristes, valorise les paysages, les populations, particulièrement les pêcheurs, les groupes féminins, le folklore local. D'autres Impression(s) ont suivi.

### Escalade à Yangshuo

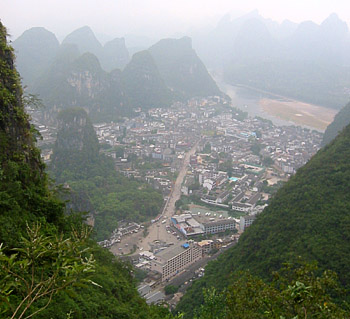
La ville de Yangshuo depuis un pic proche. La rivière Li se trouve à l'arrière-plan. La pollution aérienne est régulièrement présente.

L'escalade à Yangshuo a été d'abord développée par l'Américain Todd Skinner, qui visite une première fois la région en 1992, et y établit plusieurs parcours, désormais des classiques de la région, comme le « Moonwalker » traversant l'arche de la colline de la Lune.
D'autres parcours ont depuis été développés par la compagnie australienne Chinaclimb en 2001. D'autres opérateurs existent également : Yangshuo's first climbing company Karstclimber, Spiderman Climbing, Black Rock, X-Climber et Red Wall.
Il existe environ 200 voies recensées. La majorité de ces voies a été établie par des grimpeurs étrangers ou des expatriés résidents. 
La plupart des nombreux sites d'escalade de la région sont accessibles par la route, par bicyclette (de location), par bus local, ou par taxi. Le plus célèbre est le Moon Hill, avec plusieurs voies cotées 5.13, et ouvertes par l'Américain Todd Skinner en 1992. D'autres sites connus sont Low Mountain, Twin Gates, Baby Frog, Bamboo Grove et Wine Bottle cliff. Tous sont documentés dans le guide documenté, consacré à l'escalade à Yangshuo, de Paul Collis disponible en ville.

### Cyclisme et vélo tout terrain
Beaucoup de visiteurs de Yangshuo effectuent des randonnées cyclistes, les pics calcaires étant séparés par de vastes plaines consacrées à la culture du riz. 
À l'exception des routes principales menant à Guilin et Lipu, les routes et chemins de campagnes sont généralement bien adaptés au cyclisme de randonnée.
En 2005, des compagnies de cyclisme d'origine australienne Bike Asia ont ouvert un centre à Yangshuo, et développent le vélo tout terrain et les randonnées cyclistes à Yangshuo, selon les standards de qualité occidentaux, avec éventuellement accompagnateurs et cartes adaptées.

## Démographie
La population du district était de 308 296 habitants en 2010.
Le district de Yangshuo se compose de six grandes municipalités et de trois communautés.
Au recensement de 2000 :
- Yangshuo grand village (阳朔镇), 40 891 habitants ;
- Communauté du Grand Baisha (白沙镇), 41 621 habitants ;
- Communauté du Grand Fuli (福利镇), 41 438 habitants ;
- Communauté du Grand Xingping (兴坪镇), 36 427 habitants ;
- Communauté du Grand Putao (葡萄镇), 28 176 habitants ;
- Communauté du Grand Gaotian (高田镇), 29 611 habitants ;
- Communauté Jinbao (金宝乡), 26 438 habitants ;
- Communauté Puyi (普益乡), 10 544 habitants ;
- Communauté Yangdi (杨堤乡), 9 494 habitants.

Au recensement de 2000, les 264 640 habitants recensés de Yangshuo se répartissent ainsi :
| Ethnie | Population | Pourcentage |
| ------ | ---------- | ----------- |
| Han    | 231 526    | 87,49 %     |
| Zhuang | 29 632     | 11,2 %      |
| Yao    | 2 501      | 0,95 %      |
| Hui    | 283        | 0,11 %      |
| Miao   | 260        | 0,1 %       |
| Mulam  | 108        | 0,04 %      |
| Divers | 330        | 0,12 %      |

## Jumelage
Yangshuo est jumelée avec les villes ou régions suivantes :
- depuis 1994: Morehead (Kentucky), États-Unis
- Rapid City (Dakota du Sud), États-Unis
- depuis 2013 : Annecy-le-Vieux, Haute-Savoie, France

## Divers
- L'image au dos du billet de 20 yuans a été prise sur la rivière Li, près de Yangshuo, à Xingping.
- Une photo numérisée des paysages spécifiques de Yangshuo est utilisée dans la version 1993 du jeu vidéo Doom, comme fond d'écran.